# Stadion Maßfelder Weg
Das Stadion Maßfelder Weg ist ein Fußballstadion mit Leichtathletikanlage in der südthüringischen Kreisstadt Meiningen. Die Anlage ist die Heimspielstätte des Fußballvereins VfL Meiningen 04.

## Stadionanlage
Das Stadion besitzt an Fußballplätzen drei Naturrasenplätze, einen Kunstrasenplatz und einen Kleinfeldplatz. Zwei Plätze sind mit Flutlicht ausgestattet. Hinzu kommen eine komplette Leichtathletikanlage mit Kunststoffbahn, zwei Beachvolleyballplätze und ein Basketballplatz. Ansässig sind hier neben dem Fußballverein VfL Meiningen 04 ein DFB-Stützpunkt für Nachwuchsfußballer, die Spielgemeinschaft SG Meiningen (Nachwuchsfußball), das Frauenfußballteam der ESV Lok Meiningen, der VV 70 Meiningen (Volleyball) und der Polizeisportverein PSV Meiningen (Leichtathletik). Das Stadion gehört in seiner Gesamtheit zu den größten Sportanlagen Thüringens.

## Geschichte
Das heutige Stadion Maßfelder Weg wurde in den 1920er Jahren angelegt und besaß damals schon zwei Fußballfelder. Genutzt wurde das Stadion von den Fußballmannschaften VfL Meiningen 04 und Gelb-Rot Meiningen. Nach dem Zweiten Weltkrieg war das Stadion die Heimstatt vom Fußballverein Dynamo Meiningen. Ende der 1950er Jahre erhielt der Hauptplatz Traversen mit Sitzplätzen.
Rudi-Arnstadt-Stadion
Aus Dynamo Meiningen ging 1962 die ASG Vorwärts Meiningen hervor, die ab 1965 in der DDR-Liga spielte. 1962 erhielt die Sportstätte den Namen Rudi-Arnstadt-Stadion. Der Hauptplatz hatte damals eine Kapazität von 10.000 Zuschauerplätzen, davon rund 2000 Sitzplätze. Der Zuschauerrekord von 12.000 wurde 1965 bei einem Derby gegen Motor Steinach erreicht. Die ASG empfing hier bei Meisterschafts- und Pokalspielen unter anderen die Mannschaften von Dynamo Dresden, FC Karl-Marx-Stadt, Wismut Aue oder Rot-Weiß Erfurt (ebenfalls 12.000 Zuschauer). Das DDR-Fernsehen berichtete in dieser Zeit von zwei Pokalspielen. 1974 wurde die ASG nach Plauen verlegt und das Stadion diente fortan als Ausweichspielstätte für andere Fußballvereine der Region und sportliche Großveranstaltungen.
Stadion Maßfelder Weg
Anfang der 1990er wurde das Sportareal in „Stadion Maßfelder Weg“ umbenannt. Am 23. Mai 1996 fand hier ein Traditionsspiel in Erinnerung an die Fußball-WM 74-Begegnung BR Deutschland gegen die DDR statt. Es trafen bei diesem Spiel nicht nur Spieler von 1974 wie Georg Schwarzenbeck, Bernd Hölzenbein, Martin Hoffmann, Joachim Streich und Jürgen Croy, sondern auch bekannte Fußballer wie Uwe Seeler, Wolfgang Kleff und Guido Buchwald aufeinander.
Seit 2006 ist das Stadion die Heimstatt des Fußball-Vereins VfL Meiningen 04. Durch die Lage unmittelbar an der Werra liegt das Stadiongelände im Hochwassergebiet. Zwecks Hochwasserschutzmaßnahme sind die aus Erdwällen bestehenden Stehplatz- und Sitzplatztraversen abgetragen worden, sodass sich die Kapazität auf zunächst 2000 Plätze verringerte. 
Im Mai 2009 wurde nach zweijähriger Bauzeit der Kunstrasenplatz übergeben. Den symbolischen ersten Anstoß vollzog die Weltfußballerin Birgit Prinz. Bei einem anschließenden Freundschaftsspiel schlug der damalige deutsche Meister 1. FFC Frankfurt den FF USV Jena mit 3:2. 
Im Juni 2014 kam es im Stadion zu einem Benefiz-Spiel zugunsten der Bewegungsförderung für Thüringer Grundschüler zwischen „Bernd Schneider & Friends“ gegen „Wintersport-Stars“, das die Profifußballer vor 1800 Zuschauern mit 13:5 Toren für sich entschieden. Mit dabei waren neben Schneider unter anderen Axel Kruse, Ansgar Brinkmann, Carsten Ramelow, Stefan Beinlich auf der Fußballerseite und Maximilian Arndt, Jens Filbrich, Patrick Beckert und Jan Eichhorn auf Seite der Wintersportler. 2018 erhielt der Hauptplatz eine überdachte Zuschauertribüne.

## Galerie

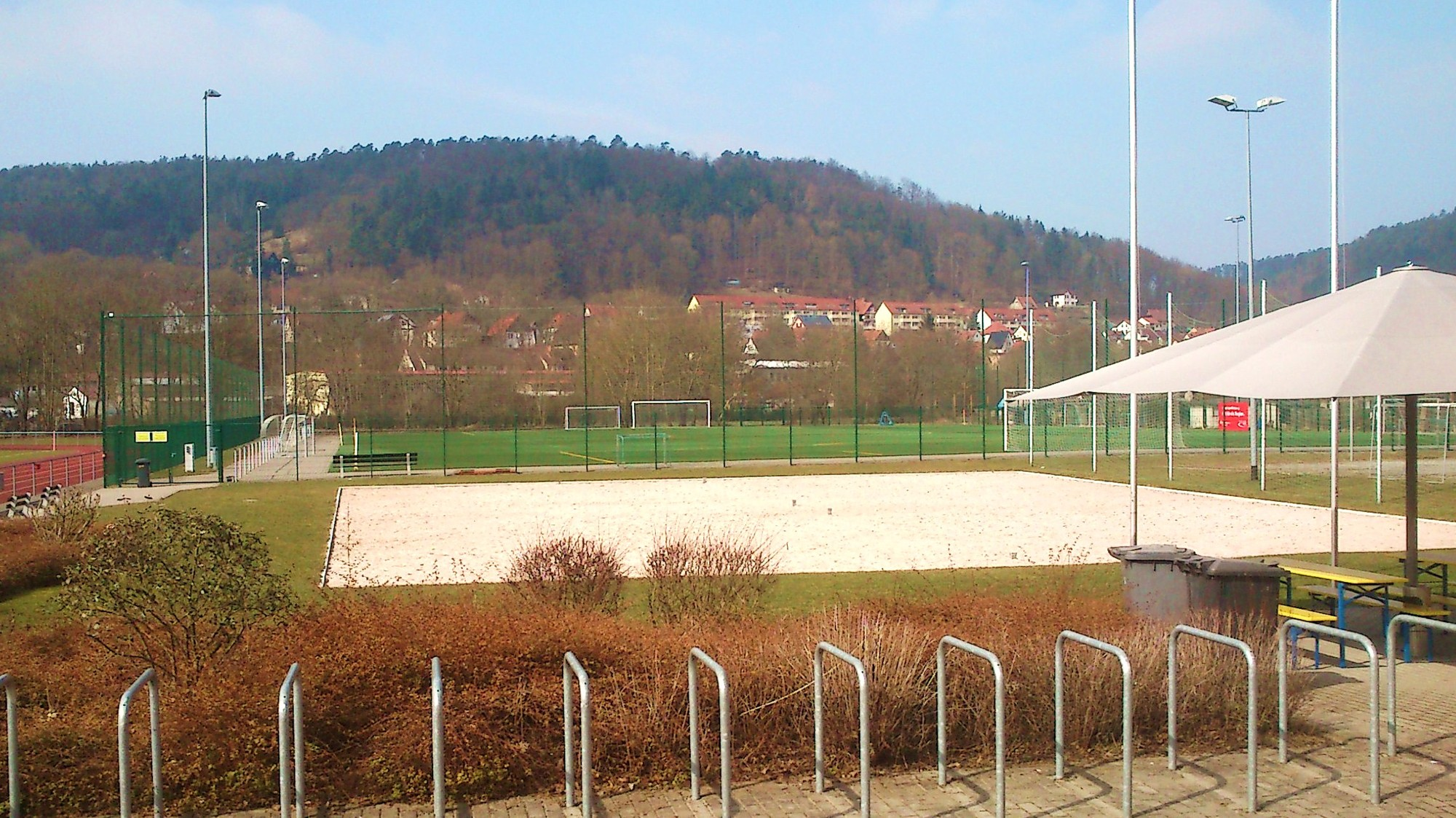
Beach-Volleyballplatz und Kunstrasenplatz (hinten)
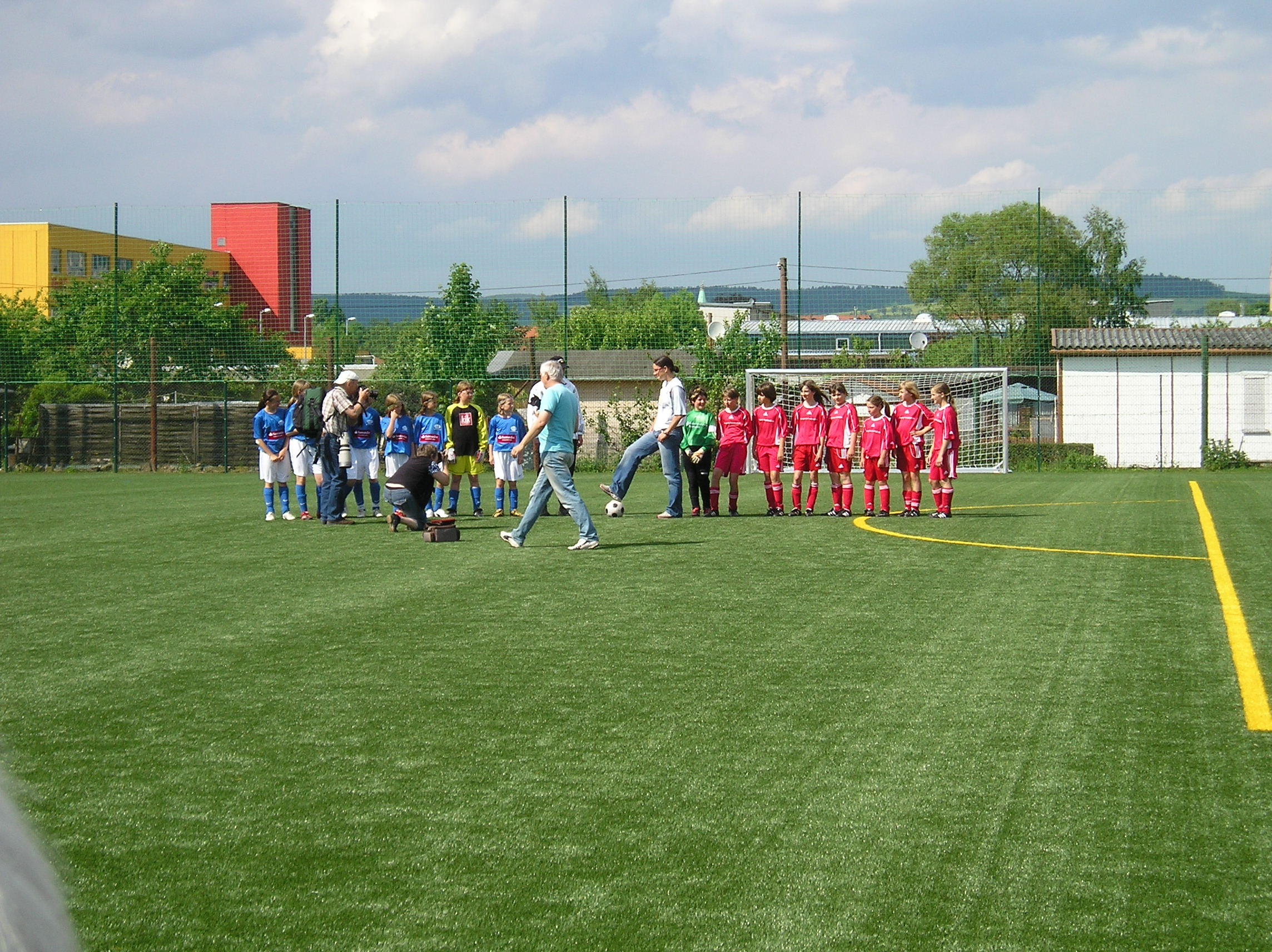
Birgit Prinz vollzieht den symbolischen Anstoß zur Einweihung des Kunstrasenplatzes 2009
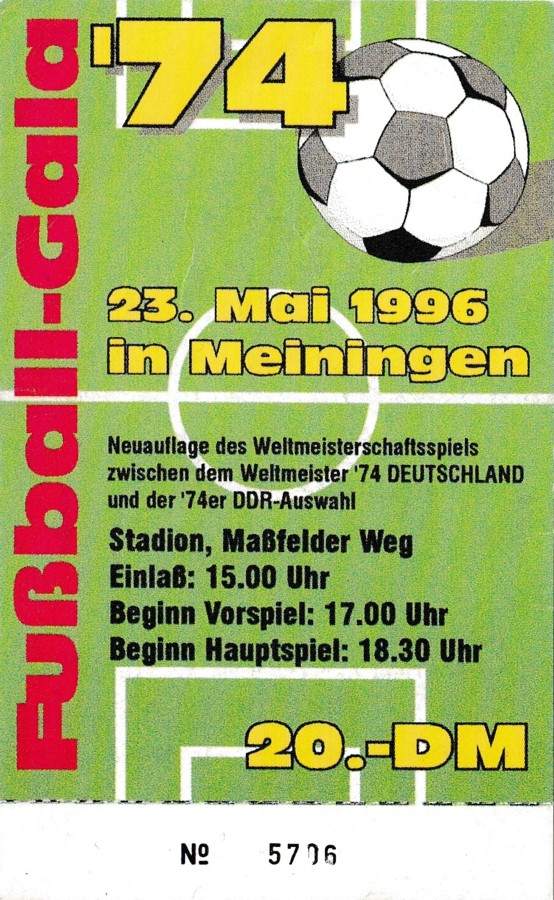
Eintrittskarte von 1996 anlässlich des Traditionsspiels BR Deutschland gegen die DDR
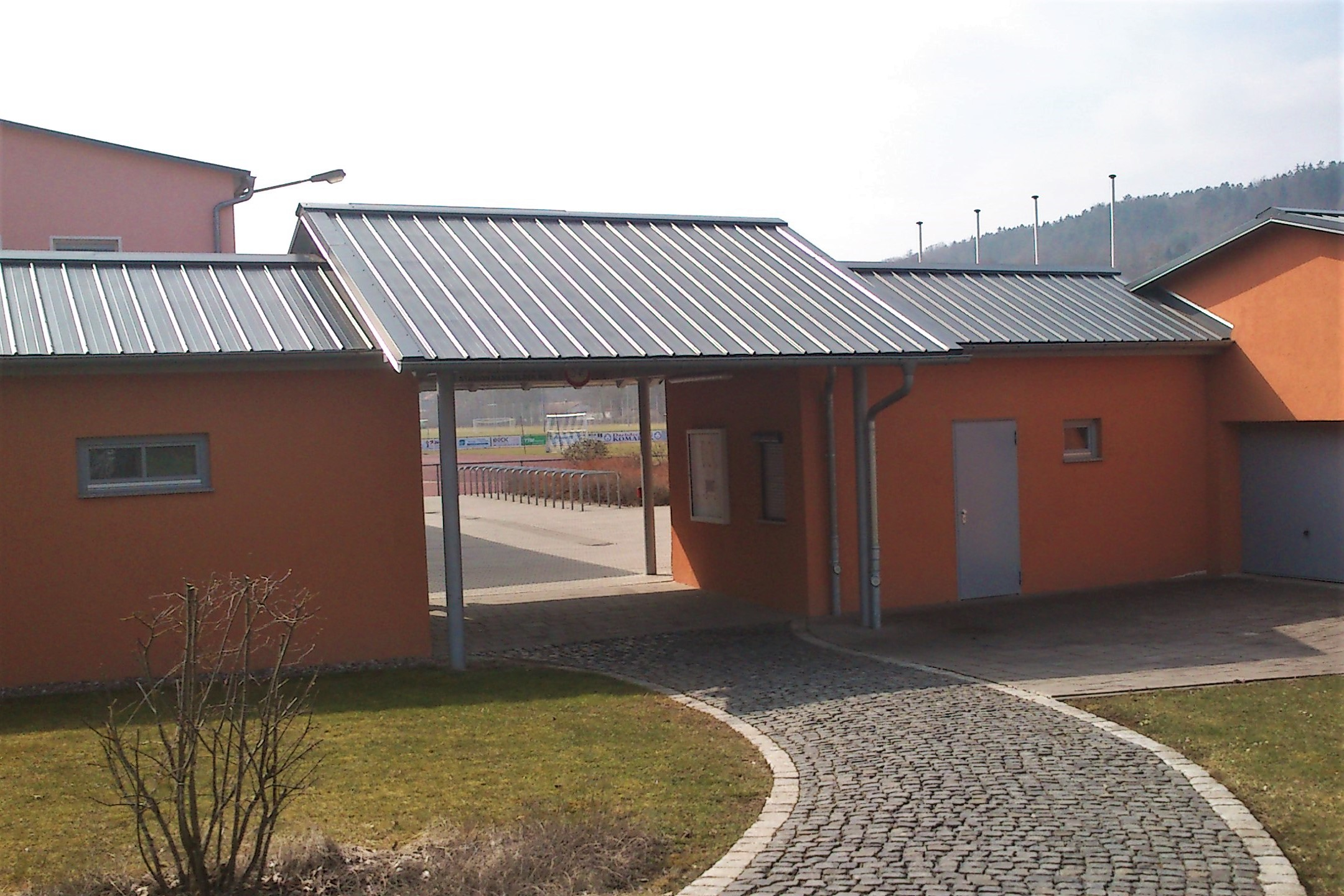
Zuschauereingang an der Nordseite